# Carole Ann Ford
Carole Ann Lillian Ford (født 16. juni 1940 in Ilford, Essex) er en engelsk skuespiller, som er best kendt for sin rolle som Susan Foreman i BBC science fiction tv-serie Doctor Who, og som Bettina i filmen Den nat triffiderne kom fra 1962.